# 小行星7140
小行星7140（英語：7140 Osaki）是一颗围绕太阳公转的小行星。1994年3月4日，小林隆男在大泉町发现了此天体。
这颗小行星的绝对星等为271.92185等。